# 血液型
血液型（けつえきがた）は、血球の表面または内部にある血液型物質（抗原）の有無によってつける個人の区別であり、「ヒトの血清学的体質」、「血液の個人性」、「個人を血清学的に識別する方法」ともいえる。広義の血液型とは、血液にみられる遺伝形質の個体差によって、さまざまに区別される遺伝的多型、あるいはその分類様式をいう。当初、血液型は赤血球を対象として研究されたが、近年、それ以外の各種血液成分についても多型性のあることが確認されるようになった。2024年10月現在、ヒトの血液型として国際輸血学会が認定している型は47種類ある。
近年、血液型ごとに疾病の罹患率が異なることが明らかになってきている。
なお血液型と性格との関連性には科学的根拠がない。

## 主な分類方法
抗原は数百種類が知られており、その組み合せによって決まる血液型は膨大な数（数兆通り以上という説もあり）になる。世界を捜しても、一卵性双生児でもない限り自分と完全に同じ血液型をしている人はいないとすら言われる。この性質を利用して畜産、特にサラブレッド生産の分野において血液型が親子関係の証明に使われていた（現在は直接DNAを鑑定する手法が用いられる）。
輸血をする場合、ABO式血液型など一部の分類は自然抗体が形成され、型違いの血液を混ぜると凝集や溶血が起きるため、型合わせする必要がある。また、血液型によって、凝集や溶血反応はそれぞれである。
また、70万人に1人程度といわれている低確率で一人の人間が複数の血液型を持っている場合は、「血液型キメラ」と呼ばれる（例：A型99% AB型0.1%等）。詳しくはキメラの項を参照。

### 赤血球の抗原を元に発見された型

#### ABO式血液型
本項ではボンベイ型に関わるため便宜上Hh式血液型にも触れる。
赤血球による血液型の分類法の一種。1900年から1910年ごろにかけて発見された分類法で、最初の血液型分類である。
- A型は赤血球表面にA抗原を発現する遺伝子（＝A型転移酵素をコードする遺伝子）を持っており、血漿中にB抗原に対する抗体が形成される。
- B型は赤血球表面にB抗原を発現する遺伝子（＝B型転移酵素をコードする遺伝子）を持っており、血漿中にA抗原に対する抗体が形成される。
- O型はどちらの遺伝子も持っておらず、赤血球表面にA/B抗原はない。血漿中にA抗原、B抗原それぞれに対する抗体が形成される。
- AB型は赤血球表面に両方の抗原（A抗原およびB抗原）を発現する遺伝子を持っており、血漿中の抗体形成はない[6]。

Hh式血液型は1932年に発見され、ABO式血液型の元になるH物質（＝フコース）が抗原。これがない場合（h型）はボンベイ型になり、A型やB型の遺伝子を持っていてもA抗原やB抗原が赤血球に結合できなくなる。

#### Rh式血液型
赤血球膜の抗原による分類法。1940年ごろから明らかにされた。現在は40種以上の抗原が発見されている。そのうち主要なものはC対c・D対d・E対eの3対6種類の因子で、その中でも特に強い反応をするD抗原の有無についての情報を陽性・陰性として表示することが最も多い。すなわち、Rh+（D抗原陽性）とRh−（D抗原陰性）である。なお、抗原Dは「抗原Dがあれば大文字D、なければ小文字dの表現型。」になるため、Dとd双方の遺伝子を持つ場合は普通にD抗原が作られるので完全に優性遺伝をする（遺伝子がDDでもDdでもD型、ddのみd型）が、CやEの場合は「C (E) という種類の抗原がある」と大文字、「c (e) という抗原がある」と小文字の表現型になるので両方の遺伝子を持つと不完全優性遺伝をして、遺伝子型がCCとCcとcc、EEとEeとeeでそれぞれ表現型が異なるためCcやEeという表現型になる、このため基本6因子だけでも18通りの血液型がある。
Rh−型の人にRh+型の血液を輸血すると、血液の凝集、溶血などのショックを起こす可能性がある。Rh−型の女性がRh+型の胎児を妊娠することが2回以上になると病気・流産の原因となることがある。日本人の99.5%はRh+である。

#### MNSs式血液型
MN式は1927年ランドシュタイナーとレヴィンによってウサギを免疫して得られた血清より抗体が発見され、抗M、抗Nとの反応で表現型はM・MN・Nの3通りに分けられ、この血液型は遺伝するが、ABOの遺伝子と異なりM遺伝子とN遺伝子に優劣はなく、両方ある場合はMN型となる。一方Ss型は1947年にワルシュとモントゴメリーらによって大文字S抗体、1951年にレヴィンにより小文字s抗体が新生児溶血性疾患の子供を持つ女性や頻繁に輸血を受けて副作用を起こした患者の血清中に発見された、表現型はS・Ss・sの3通りに分けられる。白人190人で調べたところS因子はM因子に明確な相関性があり、S陽性の比率がM型は73.4%なのに対し、MN型は54.1%、N型は32.3%となる。
後に本来は別々の血液型だが遺伝子の位置が染色体上で近く、見かけ上一緒に遺伝することがわかったため、現在は一緒に扱うようになっている。
ABO式と異なりMN式の抗体は体温で反応しにくいため輸血時に問題を起こしにくいが、まれに抗M抗体が不適合妊娠・輸血時に問題を起こす場合があることと、一緒に持っているSs式抗体は元々新生児溶血性疾患の子供を持つ女性や頻繁に輸血を受けて副作用を起こした患者の血清中に発見されたことからもわかるように、自然抗体ではないが問題を起こす。

#### P式血液型
（便宜上関係のあるGloboside式血液型についてもここで触れる、また古い資料によっては「Q式血液型」の名前で詳しく乗っているものもあるのでそれも説明する。）
1927年にランドシュタイナーらによってウマの血清より抗体が発見された型で、表現型はP1、P2、P1K、P2K、pとあり、P1型＝P1抗原とP抗原、P2型＝P抗原、P1K型＝P1抗原とPK抗原、P2K型＝PK抗原、p型＝抗原なしという組み合わせだが、P1KとP2K（いずれも稀血）は本来はGloboside式血液型による型で、こちらの遺伝子を持っていないとP抗原が完成されずに不完全なPK抗原ができてしまうため、P抗原を異物として自然抗体を持つようになる。このため本来のP式は大半の人にあてはまる抗P1抗体に反応する（P1型、日本人の35%）かしない（P2型、同65%）であり、このため表現型をP(+) (= P1)、P(−) (= P2) と書く場合もある。
Q式はUM型とも呼ばれ1935年に日本の今村昌一がブタの血清から抗体を発見し、ブタ血清の抗体に反応するこの抗原を「Q」と名付け、Q抗原を有する血球を大文字のQ型、持たぬ血球を小文字のq型とした。
今村や古畑自身も文献を調べた際にこのQ式がランドシュタイナーらのP式に似ていることには気が付いており、念のためランドシュタイナーからP式の凝集素（Pn）をもらって比較した所、被験者38名中両方の凝集素が凝集する（もしくは両方凝集しない）人が6割強ほどであったものの、片方だけ反応する例外が合計して3割弱（11人）あったため、お互い別物と考えたという。その後ドイツのダールも1940年にP式とQ式は似ているが別の血液型という意見を支持していたが、その後PとQの抗体抗原は同じものであるという考えが主流となり、現在は先に発見されたP式にまとめられている（P1＝Q、P2＝qになる）。
遺伝的にはP1 (Q) が優性遺伝する（P1P2遺伝子の表記型はP(+)になる＝Qq遺伝子型はQ型になる）ため、P1 (Q) 型が片方でも親にいる場合は両方の型が生まれる可能性があるが、P2 (q) 型同士の子供は基本的にP2 (q) 型になる。
P2型の抗P1抗体は体温では反応しにくい（摂氏30度以上では反応が減じ、37度ではほとんど作用しない。）ため通常は輸血時に問題は生じないが、遅延型輸血副作用を招いた例があるほか、他の型 (p, P1K, P2K) は多数派のP1型やP2型の輸血で不適合問題を起こす。

#### ルセラン (Lutheran) 式血液型
キャレンダーとレースによって1946年瀰漫性紅斑性狼瘡の患者の血液から抗体を発見される。
この患者は何度も輸血を受けていたが既存血液型と無関係の反応であったため抗ルセラン抗体と呼ばれるようになり、抗体に反応する物をLua、反応しないものをLubとしたが、1956年カットブッシュなどによってにLub内でも別の抗体（後の抗Lub抗体）に反応する人がいたため、抗原が2種類あることが判明する。このため当初はLuaがLubに対し優性遺伝する（＝Lub型はLu抗原がない型で1つでもあればLua型になる）と考えられていたが、その後の調べでABO式のA型とB型のように複数の抗原があるため、表現型はLu(a+b−)、Lu(a+b+)、Lu(a−b+)、Lu(a−b−)と4通りに分けられるようになった。
日本人ではほぼ100%がLu(a−b+)でごく少数（1%以下）がLu(a−b−)だが、Lua遺伝子は未発見。

#### ケル (Kell) 式血液型
（便宜上関係のあるKx式血液型とGerbich式血液型についても触れる）
クームスらによって1946年にケラッヘルという一児を産んだ女性の血液中に抗体（抗ケル抗体）を発見される。
抗ケル抗体で凝集される血球をK+もしくは大文字K、凝集されない血球をK−もしくは小文字kとして表し、Kはkに対し優性遺伝するため表現型のK+はKKとKkが存在するが、K−はkkのみとなる。
日本人ではK遺伝子は未発見でほぼ全員がK−である。
Kx式は1975年に発見されたX染色体上に遺伝子があり（ケル式は7番染色体）、ケル抗原の元になるKx物質（赤血球と白血球上にある）を抗原とする血液型で、Kx抗原の欠落を起こしたMcleod型ではケル関係抗原の減少に加え、赤血球や白血球の機能不全や低下が起きる。
Gerbich式は1960年に発見された型で、大半の人の抗原はGE2・GE3・GE4だが、GE2とGE3がない人（GE4はあってもなくてもよい）はK抗原の発生が抑制され50%ほどになる。日本人では稀血だが、GE2とGE3がなくGE4はある(−2,−3,4)型はマラリア耐性を持つのでパプアニューギニアでは50%もいる。

#### ルイス (Lewis) 式血液型
1946年、イギリスのムーラントによって溶血性疾患にかかった新生児を産んだ母親2名から抗体が発見され、2年後の1948年に、ムーラントとは別にデンマークの血液学者アンドレセンは新しい抗体2種類を発見し、後にムーラントの報告と同じ物とわかったのでアンドレセンは2種類の抗体・抗原をLea・Lebと命名した。ルイス抗原の大きな特徴として出生時に完成されておらず（このため新生児溶血疾患は招かない）、成長するに従い型が変化することがあり、新生児はほぼ全員Le(a−b−)だが、9割ほどは成長するに従いLe(a+b−)やLe(a−b+)に変化し6歳くらいまでに完成される、これの移行期である生後1年未満の幼児にはLe(a+b+)が見られる場合もあるが、成人には極めてまれで白人では成人を238人調べてLe(a+b+)が0人だった例がある。
これ以外にもルイス式はABO抗原同様に血液以外の体液にも検出される場合（分泌型）とされない場合（非分泌型）に分かれる特徴を持ち、Le(a+b−)は非分泌・Le(a−b+)は分泌型になる（Le(a−b−)は両方のパターンがある）他、Le(a−b−)の人のみ癌の診断に使われる消化器系腫瘍マーカーのCA19-9を作る遺伝子が欠落する副作用があるので、癌があってもマーカーが検出されないという変わった特徴を持つ血液型である。Lea・Leb抗体ともに自然抗体だが体温では反応しないものが多いため通常は輸血時に問題を生じないが、たまに体温で反応する抗体を持つケースがあり、こちらは不適合だと輸血副作用の原因となる。

#### ダフィー (Duffy) 式血液型
1950年、カットブッシュらによって血友病で輸血を20年以上受けていた患者の体内から抗体が発見され、これに対応する抗体を「ダフィ抗原（後のFy(a)）」と呼んだ。翌年、輸血を受けたことのない女性の血清にこれと対蹠的反応をする抗体が見つかり、こちらをFy(b)とした。Fy(a)とFy(b)の2つの抗原の有無によって、Fy(a+b+), Fy(a+b−), Fy(a−b+), Fy(a−b−)の4つの血液型に分けられる。
人種によって出現頻度が大きく異なり、白人では59名中、Fy(a+b+)が28人、Fy(a+b−)が11人、Fy(a−b+)が20人でFy(a−b−)は0人であったが、日本人では Fy(a+b+)が19%、Fy(a+b−)が80%、Fy(a−b+)が1%、Fy(a−b−)が0%であった。
これについてFy(a−b−)型に関しては、アフリカのサブサハラの三日熱マラリア流行地に遺伝的起源を持つ人に非常に多いのに対して、それ以外の地域に起源を持つ人にはほとんど存在しないことと、Fy(a−b−)型は三日熱マラリアに抵抗性を示すことで生存に有利だったためと考えられる。

#### キッド (Kidd) 式血液型
1951年レヴィン、ダイアモンド、ニージェラによって新生児赤芽球症の子供を産んだキッドという女性の血清中からこれまでの血液型と違う新抗体を発見し、彼女の子供の名前から因子をJkaと命名され、彼女の抗体を抗Jka抗体とした。1953年には別の抗Jkb抗体も発見され、表現型はJk(a+b−), Jk(a+b+), Jk(a−b+), Jk(a−b−)となるが、Jk(a−b−)はモンゴロイド系の人以外では確認されていないうえ、モンゴロイド内でも少数派で日本人でもJk(a+b−)が27.2%、Jk(a+b+)が50.4%、Jk(a−b+)が22.4%、Jk(a−b−)が稀となっている。

#### ディエゴ (Diego) 式血液型
レヴィンらによって1954年に発見。表現型は大半の人はDi(a+b−), Di(a+b+), Di(a−b+)でこれ以外に少数派のWra、Wrbなどの抗原がある。
Dia抗原を持つ人はモンゴロイド系の人以外では確認されていないが、モンゴロイド内でも少数派で日本ではDi(a+b−)が0.2%、Di(a+b+)が9.0%、Di(a−b+)が90.8%である。

#### その他の赤血球抗原による血液型
（本節で特筆ない場合の出典は、松尾友香『最新 血液型の基本と仕組み』の血液型一覧より）
Yt/Cartwight式血液型
1956年発見。対立抗原YtaやYtbが存在。
表現型はYt(a+b−), Yt(a+b+), Yt(a−b+)。
Xg式血液型
1962年発見。因子はXga抗原とCD99だが、後者もXga抗原と関係するタンパク質のため、血液型はXga遺伝子の有無のみで決まる（Xg(a+)かXg(a−)）になる。
X染色体上に遺伝子があるため、遺伝子型は女性が「XgaXga、XgaXg、XgXg」、男性が「Xga（Y染色体）、Xg（Y染色体）」になり、「XgaXga、XgaXg、Xga（Y染色体）」がXg(a+)型、「XgXg、Xg（Y染色体）」がXg(a−)になる。
このためXg(a+)型は女性に多く、日本人の場合「Xg(a+)型：男69.4%、女88.8%」、「Xg(a−)：男30.6%・女11.2%」となる。
自然抗体と思われるものが多いが、輸血や新生児溶血症の原因になりにくい。
Scianna式血液型
1962年発見。大半の人は対立抗原Sc1かSc2を持つ、これ以外に大半の人にある（高頻度抗原）Sc3と逆に少数派（低頻度抗原）のSc4がある。
Sc2抗原を持つ人は日本人の0.1%程度だが、抗Sc1と抗Sc2は免疫抗体。
Dombrock式血液型
1965年発見。対立抗原DoaとDobがあり、これらの抗体は免疫抗体だが溶血性副作用あり。
日本ではDo(a+b−)1.5%、Do(a+b+)22%、Do(a−b+)76.5%、Do(a−b−)ごく稀。
Colton式血液型
1967年発見。抗原は大半の人は対立抗原CoaとCob。溶血性輸血副作用や新生児溶血の原因となる。
日本ではCo(a+b+)0.6%、Co(a+b−)99.4%、Co(a−b+)稀、Co(a−b−)稀、Co(a−b−)は水透過性が80%減少するが2009年現在健康問題は報告されていない。
LW (Landsteiner-Wiener) 式血液型
1961年に発見、大半の人は対立抗原LwaやLwbが存在。抗体は免疫抗体。
表現型はLw(a+b−), LW(a+b+), Lw(a−b+), Lw(a−b−)、D抗原と類似した反応を示すが特異性が異なり関係ない。
人種を問わずLwa抗原が多くてLwbが少なく、日本人の場合LW(a+b−)がほぼ100%。
2006年時点で、抗Lwa抗体による輸血副作用や新生児溶血疾患の報告はない3。
Chido/Rodgers式血液型
1967年発見。別系統の2種類の抗原の組み合わせのため抗原の種類がかなり多く「Chの1～6」、「WH」、「Rg1、Rg2」の9種類。抗体は免疫抗体
日本人はChの分類だと「Ch1,2,3型が75%、Ch1,−2,3型が27%、Ch1,2,−3型が0%、Ch−1,−2,−3型が1%。」、Rgの分類では「Rg,1,2が99.7%、Rg,1,−2が0%、Rg,−1,2が0.3%」
Cromer式血液型
1965年発見。対立抗原「Tca、Tcb、Tcc」と「WESa、WESb」の5種類があるが、輸血における稀血はこれではなく大半の人が持つ抗原（高頻度抗原）がないケース（参照）。
Knop式血液型
1970年発見。対立抗原「Kna、Knb」「McCa、McCb」「SlaとVii」
Slaがない型はマラリア抵抗性があるため西アフリカの黒人では70%がSl(a−)。
Indian式血液型
1973年発見、対立抗原InaとInbがあるが、名前の通りインドで研究が進んだ型で他の地域ではほとんど調査されていない。インド人の大半 (97.08%) はIn(a−b+)
Ok式血液型
1979年発見。抗原はOkaのみでこれがないOk(a−)は稀血。ただし2009年時点で新生児溶血の報告なし。
RAPH式血液型
1987年発見。抗原はMER2 (CD151) のみで、この抗体の本来の役目が腎臓の糸球体の構築や分化に関わるタンパク質のため、これを持たないMER2は幼児期に腎不全を起こす。
JMH式血液型
1978年発見。抗原はCDw108のみで、JMH−型は稀血だが後天的に60歳以上の高齢者がこれに変わる場合がある。
また抗JMH抗体を持つ人にJMH+の血液を輸血したが問題が起きなかった例もある。
Ii式血液型
1956年発見、抗原はIのみ（小文字i抗原が合成されて大文字I抗原になる）。i型は先天性白内障を伴うことがある。
GIL式血液型
1981年発見。抗原はAQP3のみ。

### 白血球の抗原を元に発見された型

#### ヒト白血球型抗原
白血球の抗原の分類によるもの。現在では血液に限らず、組織の適合性に関わる情報として用いられるようになっているものである。ヒトの遺伝子上で白血球の抗原に関わる部位は、主要なものだけでもA,B,C,DP,DQ,DRの6箇所があり、それらの部位のタイプの組み合わせは数万通り以上あると言われており、結果として、特に血縁関係でもない限り人間同士でHLA型が完全に一致することは極めて稀である（主要組織適合遺伝子複合体も参照のこと）。

## 高頻度抗原を欠く稀な血液型
頻度が1%以下の低頻度抗原の血液型は適合血の確保が困難となるため、日本赤十字社において登録を呼びかけている。
日本で登録が必要とされる日本人における稀な血液型の例
ABO式
ボンベイ (Bombay) 型、Ohとも表現される型で赤血球と唾液にA・B・H抗原を欠き、血清中に抗A・抗B・抗Hすべての抗体を保有。便宜上O型の亜種とされるがこの抗H抗体のためA・BはもちろんO型赤血球も輸血すると凝集させてしまうので、元々日本人には少ない型に加え、輸血には原則同型の物しか使えない。パラボンベイ (para-Bombay) 型という類似型にも同じことが言える。

Rh式
-D-型(バーディーバー：Rh：欠失型)。Rh抗原のうち「D抗原はあるが、Cもしくはc抗原とEもしくはe抗原が存在しない」という型。定義上はRh+だが通常のRh+の血を輸血されるとC (c) やE (e) 抗原に自己の抗体が反応してしまう。同型同士とRh nullからの輸血は問題ない。
cD-型
Rh null型（―――：バーバーバー）。Rh抗原がすべて存在しない型、Rh抗原のある血液（Rh−や-D-なども含む）を輸血すると凝集するのはもちろんだが、これ以外に軽度の貧血や赤血球の変形や赤血球の寿命が短くなる問題を起こす場合があり、Rh null症候群という。
Rh mod型。Rh null型に似ているが、極めて弱いRh抗原がある。
これらは抗原を保有しているが少なかったり、一部が欠損しているもので、輸血の際受血者のときはRh0(D)(−)、供血者としてはRh0(D)(+)として扱う:（これ以外に「1%以下で登録が必要」ではないが、Rh式のプラスマイナス判定で重要なD抗原が少ない「weakD (Du)」やD抗原のタンパク質が一部しかない「partialD」などの変則な型があり、これらも受血者のときはRh0(D)(−)、供血者としてはRh0(D)(+)として扱う。）。

MNSs式
S+s-
S-s-U-
En（a-）
MkMk
Nsat/Nsat
MiV/MiV

P式
p型。
Pk型。
両方ともP抗原を持たないのでP抗体を自然抗体として持つため、多数派のP1、P2型の血液を輸血できない。（p型はPk型からの輸血もできない）
P抗原のない副作用として、これらの血液型はP抗原を足場に感染する伝染性紅斑（リンゴ病）のヒトパルボウイルスB19が感染しない。

ルセラン (Lutheran) 式
Lu(a−b−)、基本的な型だが分布が偏っており、日本ではLu(a−b+)が100%近くなので稀型となる。

ケル (Kell) 式
この型は日本人の100%近くがK−のため、必然的にそれ以外は稀血となる。
Ko型。ケル抗原が全種存在しない。
K+k−型
Kp(a−b−)型
Mcleod型。厳密にはKx式血液型のKx抗原を欠く型、ケル関連抗原の減少を伴うので便宜上ここに入れる。

ダフィー (Duffy) 式
Fy(a−b+)、基本的な型だが分布が偏っており、日本人でFy(a)抗原がない人は少数派。
Fy(a−b−)、基本的な型だが分布が偏っており、日本人でFy(a)抗原がない人は少数派。

キッド式
Jk(a−b−)、基本的な型だがモンゴロイド系以外では未確認。モンゴロイド内でも少数派。

ディエゴ (Diego) 式
Di(a+b−)、基本的な型だがモンゴロイド系以外では未確認。モンゴロイド内でも少数派。

その他の型の登録が必要とされる日本では稀な血液型
Landsteiner-Wiener式（LW式）、LW(a−b−)型。免疫抗体
Gerbich式、Ge−型。
Cromer式、IFC−、UMC−、Dr(a−)。いずれも高頻度抗原が稀に存在しない人の型
Ok式、Ok(−)。ただし2009年時点で新生児溶血の報告なし。
JMH式、JMH−。ただし2009年時点で抗JMH抗体を持つ人にJMH+の血液を輸血したが問題が起きなかった例もある。
Ii式、I−型、i型。
Dombrock式、Do(a+b−)、Gy(a−)。Do(a+b−)は基本の血液型だが日本では少なく1.5%程度、Gyaは高頻度抗原で大半の人は持っているがこれを持っていない人は稀血。

以下の抗原は血液型システムに属していない。
Lan式、Lan−型。免疫抗体
Jr式、Jr(a−)型。1500人に1人ほどの割合で見られる。免疫抗体でこの型に対しJr(a+)型の血液を輸血して問題のなかった例もある。
Er式、Er(a−)型。免疫抗体。

### 稀血と献血
献血などに訪れた人が特殊な血液型であることが判明した場合、赤十字社のコンピュータに情報が登録され、血液はマイナス80度以下の超低温で冷凍され長期保存（現在の基準では10年）される。特殊血液型の人が輸血などを必要とする状況になった場合には、この冷凍血液を解凍して使用するか、登録している同じ型の他の人への緊急献血協力を依頼（電話や速達便などで）、または日本国外の赤十字社へストック要請をすることになる（逆に、日本国外から要請があれば同様に冷凍パックを送る）。「Rhマイナス友の会」という登録グループが存在する。

## 適合性

### 赤血球

赤血球の適合性チャート

O型の人はA,B,AB型の人に与えることができ、A型,B型はAB型に与えることができる。AB型はどこへも与えることができない。
| 受血者の血液型 | 許容されるドナーの赤血球型 | 許容されるドナーの赤血球型 | 許容されるドナーの赤血球型 | 許容されるドナーの赤血球型 | 許容されるドナーの赤血球型 | 許容されるドナーの赤血球型 | 許容されるドナーの赤血球型 | 許容されるドナーの赤血球型 |
| -------------- | -------------------------- | -------------------------- | -------------------------- | -------------------------- | -------------------------- | -------------------------- | -------------------------- | -------------------------- |
| O−             | O−                         | —                          | —                          | —                          | —                          | —                          | —                          | —                          |
| O+             | O−                         | O+                         | —                          | —                          | —                          | —                          | —                          | —                          |
| A−             | O−                         | —                          | A−                         | —                          | —                          | —                          | —                          | —                          |
| A+             | O−                         | O+                         | A−                         | A+                         | —                          | —                          | —                          | —                          |
| B−             | O−                         | —                          | —                          | —                          | B−                         | —                          | —                          | —                          |
| B+             | O−                         | O+                         | —                          | —                          | B−                         | B+                         | —                          | —                          |
| AB−            | O−                         | —                          | A−                         | —                          | B−                         | —                          | AB−                        | —                          |
| AB+            | O−                         | O+                         | A−                         | A+                         | B−                         | B+                         | AB−                        | AB+                        |

### 血漿
血漿の適合性に関しては、赤血球の適合性チャートとは反対向きの関係があり、AB型からA,B,O型に与えることができ、A型,B型からO型に与えることができる。O型はどこへも与えることができない。
| 受血者の血液型 | 許容されるドナーの赤血球型 | 許容されるドナーの赤血球型 | 許容されるドナーの赤血球型 | 許容されるドナーの赤血球型 |
| -------------- | -------------------------- | -------------------------- | -------------------------- | -------------------------- |
| AB             | —                          | AB                         | —                          | —                          |
| A              | A                          | AB                         | —                          | —                          |
| B              | —                          | AB                         | B                          | —                          |
| O              | A                          | AB                         | B                          | O                          |

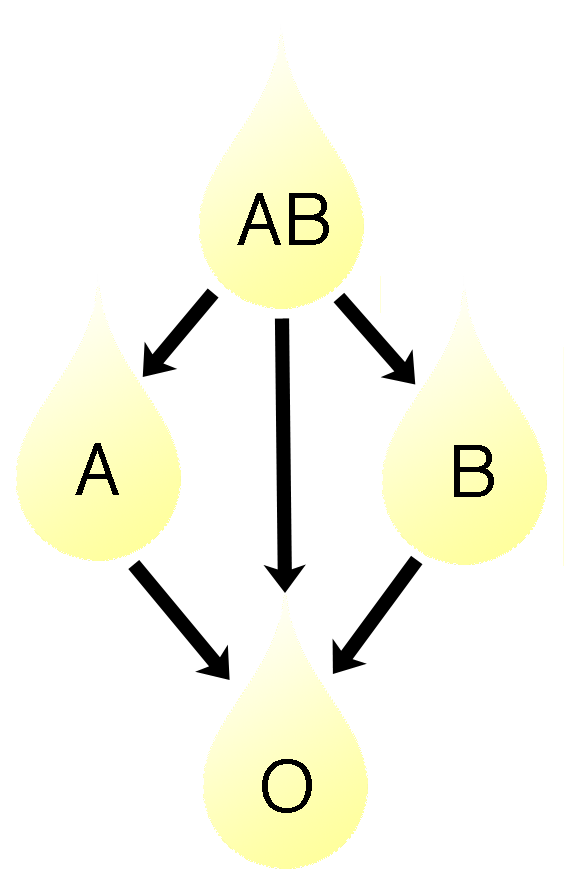
血漿の適合チャート

これらの性質を利用し、緊急時の危機的出血で血液型を確定できない場合には、交差適合試験抜きでO型の濃厚赤血球、AB型の新鮮凍結血漿や濃厚血小板を使う。しかし輸血前には必ず患者検体を確保し、後追いで検査を進める。また、輸血経過を記録し、使用済み製剤も回収して保存する。同意書は輸血後に確保してもいい。

## 血液型と各疾患の罹患率など
各血液型ごとの各疾患の罹患率などについては、近年、大規模データを疫学的に正しく扱った科学的な研究が公表されるようになってきている。
2018年に公表された研究成果によると、日本の救命救急センターに運ばれた外傷性の重症患者の血液型別の死亡率は、O型患者で28.2％に対し、O型以外の患者では11.5%と、大きな差異が認められる。O型の血液凝固因子が他の血液型と比べて3割程度少ないことが理由と考えられている。逆に、このO型の血液が凝固しにくいことから、O型以外の血液型（つまりA型、B型、AB型）は、O型と比べて心筋梗塞で1.25倍、エコノミークラス症候群で1.79倍、リスクが高いことが（2008年時点で）報告されていた。
2020年に公表された研究では、新型コロナウイルスの重症化に関してO型は他の血液型に比べて保護的に作用している傾向にあることが報告されている。2021年、慶応義塾大学や東京医科歯科大学など複数の研究機関による重症化のメカニズムを調べる共同研究チーム「コロナ制圧タスクフォース」は、新型コロナウイルス感染症に感染した場合に重症化する割合について、血液型O型と比較してA型とB型は1.2倍、AB型は1.6倍重症化しやすいことを発表した。
2009年のBrian M. Wolpinの研究論文によると、膵癌に関して、B型はO型に比べると1.72倍リスクが高い。
1962年にA2型インフルエンザにおいて、O型の人がA型の人と比べて1.2倍ほど多く罹患し、死亡率も他の血液型の人と比べて高いという報告がMcDonaldとZuckermann(1962)によりなされた。
血液型別罹患率の研究史
古畑種基は、知人にツベルクリン検査が（BCGを）何度やっても陽性にならないという人がいたが、その人はABO式のB型で、後日結核菌がB型抗原の一部（人間のB抗原のうちBIがなく、BII・BIIIのみ。）を持つことが分かったところ、古畑は、「結核菌にBII・BIIIの抗原があるならば、B型の人は元々それがあるので、それに対する抗体ができない（結核菌独自のX抗原ならB型でも抗体ができる）のでツベルクリンの反応が悪いのだろう」と考えたが、これは古畑の個人的な当て推量の域を超えなかった。
2000年にNatureに掲載された総説は（まだ）「胃腸管に関するいくつかの形質に弱い相関が確認できるが、血液型と疾患の相関については再現性よく示されたものはない」というものにすぎなかった。
その後の研究で、ようやく血液型の健康面（ストレス抵抗性や病気のリスク）への影響がある、という報告が現れ始めた。2011年にソウルベンチャー情報大学院大学の金らが4000人以上の成人の脳波を測定した。2006年9月から2009年12月までに韓国精神科学研究所に脳波測定を依頼した成人（20歳～59歳の4636人）のデータを分析した結果、O型は他の血液型に比べて注意指数や抗ストレス指数が有意に高かった。

## 血液型の発見と歴史
- 1900年、オーストリアの医学者カール・ラントシュタイナー（Karl Landsteiner, 1868 - 1943）によって初めて血液型が発見され、翌年の1901年に論文発表された[39]。型名は「A型、B型、C型」とされ、自身の血液型をA型と名付けた。（ABO式の発見）
- 1902年、アルフレッド・フォン・デカステロとアドリアノ・シュテュルリによって第4の型が追加発表された[40]。
- 1910年、エミール・フライヘル・フォン・デュンゲルンとルードビッヒ・ヒルシュフェルドにより、第4の型にAB型という名称が与えられ、「C型」とされていた型の名称はO型に変更された[41]。
- 1927年、ラントシュタイナーとレヴィンにより、ウサギを免疫させて作った血清より抗M・抗N抗体を発見し、人間の血球がそれを使って3通りに分けられることを発表しMN式血液型を提唱。（MN式の発見）
- 1927年、ラントシュタイナーとレヴィンにより、ウマ血清からP抗体を発見。（P式の発見）
- 1932年、シッフと佐々木により、唾液などに血液型物質が検出される人とそうでない人がいることを発見。（分泌型と非分泌型の発見）
- 1937年、ラントシュタイナーおよびアレクサンダー・ヴィナーが、アカゲザルを用いた実験によってD抗原を発見、それを1940年に論文発表した[42]。アカゲザルは英語での通称がRhesus Monkeyであるため「Rh因子」と呼ばれるようになった。（Rh式の発見）
- 1941年 - 1946年、Rh型の抗体・抗原が複数あることが判明し、1946年までに主要な6つの型（現在のCとc・Dとd・Eとe型）が発見される。
- 1945年、オーウェンによってウシで血液キメラが初めて発見される。
- 1946年、キャレンダーとレースによって抗ルセラン抗体（厳密には抗Lua抗体）を発見。（ルセラン式の発見）
- 1946年、クームス、ムーラント、レースにより、ケル抗原を発見。（ケル式の発見）
- 1946年、ムーラントによりルイス抗原が発見。1948年に抗Lea・抗Lebの2種類あると判明する。（ルイス式の発見）。
- 1947年、ワルシュとモントゴメリーにより、抗S抗体が発見され、1951年に抗s抗体も発見される。これらSs式はMN式と関連深いことも分かり後に統合される。（MNSs式の発見）
- 1950年、カットブッシュ、モリソン、バーキンによりダフィ抗原を発見。（ダフィ式の発見）
- 1951年、アレン、ダイアモンド、二―ジェラによりキッド抗原を発見。（キッド式の発見）
- 1953年、イギリスの血液学者ダンスフォードが人間の血液キメラを発見。
- 1954年、レヴィンらによりディエゴ抗原を発見。（ディエゴ式の発見）
- 1991年、福島県立医科大学附属病院で採られた血液が、既知の血液型とは異なる輸血不適合性を示し、暫定的にKANNO抗原を持たない血液として、提供者の名前を取って暫定的にKANNO(–)型と命名された。（カンノ型の発見）
- 2019年、1991年の発見から28年後、37番目の血液型としてKANNO型が国際輸血学会の血液型命名委員会から認定を受けた。日本発の血液型が国際的に認められるのは史上初めて。

## 人間以外の血液型
人間の血液型と同じ抗原があるという意味の「血液型」
初期は血液型は人にだけあって他の動物界にはない（＝この抗体・抗原は人間に特有なもの）と考えられたが、1911年、フォン・デュンゲルンとヒルシュフェルトが抗B抗原 (β) について「ウサギ・イヌ・ウシの血球がβを吸収し、ネコ、イヌの血球がβの一部を吸収する。」と報告し、動物にも人のように血液型があると考えられて様々な抗体抗原反応が調べられた。同年にスウェーデンのフォルスマンがモルモットの腎臓の食塩水エキスをウサギに注射して作ったフォルスマン抗原（ホルスマン抗原とも）でモルモットと無関係の羊の血球を溶かす性質（これを異性溶血素という）がありモルモットの臓器と羊の血球に共通抗原があるとして報告し、その後1924年のドイツのシッフとアーデルスベルゲルが人間のA型血球をウサギに注射して作った抗原が人以外にヒツジの血球を溶かすと報告したが、後の調査で両者は同一のものとされ、これらを元に植物を含む様々な生物に抗体抗原反応が起きることが確かめられたが、通常の血清などの抗体（ポリクロナール抗体）では強弱の違いがあっても類似する抗原に反応してしまうことがあるため、現在はより正確性を期すためABO式血液型検査にも使用されるモノクローナル抗体（特定の抗原のみ反応する抗体）で調査するようになっており、こうして調べられたところ、前述のフォン・デュンゲルン達による抗B抗体と反応する抗原は「アルファ1-3ガラクトエピトープ」という多くの哺乳類に見られる物質であること、またA抗原の一種とされたフォルスマン抗原も多くの脊椎動物に見られるもので、人間のB抗原やA抗原とは違う物質どころか、そもそも人間を含む霊長類の大半に存在しない（新世界ザルは例外的に保有）物質であることがわかっている。
（一般的に異種生物の血液型として知られているデータは山本茂の『血液型』（化学同人1986年）という本からの引用だが、これの原文は「ABO血液型抗原または類似抗原」であり、人間のものと違う抗原も含む。）
ただし細菌のABO血液型抗原は人間のものとほぼ同じ抗原で、これは遺伝子の水平伝播があった可能性（細菌同士の水平伝播は確認済み、脊椎動物との伝播があるのかは未確認。）が指摘されている。
なお、細菌の抗原は変化しやすく、突然変異で別の型になる場合があり、志賀赤痢菌の場合を例にとると、ウサギの免疫血清を次々に加えて古い型の菌が不利になる環境にしてS型からR型（これは血液型ではなく細菌の種類）に変異が進むようにした結果、最初のS型菌の時点では「F（フォルスマン抗原）・O・C・B」だったのが、免疫血清を投与していくと「F・O・C・B・A→C・B・A→O」と変化が見られた。
遺伝子で調べるとABO遺伝子を持つのは脊椎動物では両生類・爬虫類・哺乳類（種類によってはないものもいる）で、鳥類や魚類ではこれがない他、分泌型を決めたりやH物質を組み立てるアルファ1－2フコース転移酵素の遺伝子も持ってない（シーラカンスのみ特例で分泌型を決めるFUT2のみある）などの特徴があるが。哺乳類の霊長類のみで見ても類縁関係無関係にABO遺伝子すべてを持つものと一部しかないものがおり（例：ヒトに近いチンパンジーにはB遺伝子が見つかってないが、遠いオランウータンは全部あるなど。）などから、最初期に全種あってその後種類によって欠落した（Trans-species inheritance theory説「種をこえる遺伝」）か、逆にこの遺伝子は別系統でも類似の進化が起こりやすく別々にAやB遺伝子が生まれた（Convergent進化説）などがあげられ、現在は前者の方が優勢になっている。ただし、茨城大学の北野誉と国立遺伝学研究所の斎藤成也の「ヒトのA型遺伝子は一時無くなった後B型とO型の遺伝子で組み換えが起きて復活した」という説もあり、この遺伝子の変異は一度欠落しても再度復活する可能性がある。
その生物自体の血液型抗原による「血液型」
こちらの「A・B」などは人間のA型やB型と無関係で、血液型システム（人間でいうABO式血液型やRh式血液型のような「血液型の分け方」）に相当する。なお、動物も人間同様に白血球にも血液型は存在するが、特筆ない場合ここでは赤血球を中心に紹介する。
ニワトリ
A、B、C、D、E、H、I、J、K、L、P、R、Hi、Thの14種類。
B、Cは白血球にも同じ抗原がある。
病気のかかりやすさの違いとしてB式血液型のB21型はマレック病に抵抗性。
アヒル
A、B、C、D、Eの5種類だが、品種によって差異がある。
羽の色がカーキ色のカーキ・キャンベル系は上記5種類の血液型があるが、羽が白い北京ダック系はC、D、Eのみ。
ナガスクジラ
Ju式が存在し、Ju1型・Ju1・2型、Ju2型に分けられている。
南アフリカ沖と南太平洋沖のナガスクジラはJu1・2型とJu2型が多いが、インド洋南西ではJu1型が大半を占める。
ウマ
A、C、D、K、P、Q、T、Uの8種類。
分け方が一番多いのはD式血液型の17種類。
品種によって多い血液型が異なり、A式血液型だとAa型がシェトランドポニーでは10頭中3頭。サラブレッドでは10頭中7頭だったことがある。
ヤギ
A、B、C、M、R-O、V-Wの6種類。
分け方が一番多いのはB式血液型で数十種類の型（血液型抗原）がある。
品種によって多い血液型が異なり、B式血液型だとザーネン種はB15、アルパイン種はB17型が多い。
ヒツジ
A、B、C、D、M、R-O、X-Zの7種類。
分け方が一番多いのはB式血液型。
品種によって多い血液型が異なり、X-Z式だとサフォーク種（顔が黒い羊）はすべてX型だが、コリデール種はX・XZ・Zもいるなどの違いがある。
ウシ
A、B、C、F-V、J、K、L、M、N、S、Z、R-S、Tの12種類。
ウシのB式血液型は動物の血液型の中で最も多様で300種類以上の型がある。
品種によって多い血液型が異なり、F-V式では日本にいる品種ではV型が2等に1頭の割合で見つかるが外国の牛には見つかっていないなどの違いがある。
ブタ
A、B、C、D、E、F、G、H、I、J、K、L、M、N、O、P、Sの17種類。
分け方が一番多いのはE式血液型で数十種類の型がある。
H式血液型の違いは肉質、K式血液型の違いは体重や脂の厚さに関係していることが分かっている。
イノシシも同じ血液型システムを持つが地域別の違いの方がブタとイノシシの違いより大きく「ヨーロッパと日本のイノシシの違い」や「ブタの西洋系と東洋系とミニブタの品種違い」は血液型でわかるが、「それぞれの先祖と子孫のブタとイノシシの違い」は血液型ではわからない。
ウサギ
古くから実験動物として使用されていたので様々な血液型が報告されており、血液型の研究が始まって（1901年）まもなくH1、H2、K、G・g、K1・K2、Hgの5種類が発見されている。
分け方が一番多いのはHg式血液型の6種類。
マウス
Ea-1、Ea-2、Ea-3、Ea-4、Ea-5、Ea-6、Ea-7、Ea-8の8種類。
マウスは実験動物として近交系が確立されており、同じ近交系の個体はすべて同じ血液型だが別系統の物は違う。Ea-8式でBALB/C系統はすべてb型、C57BL/10はa型など。
イヌ
イヌの血液型はDEA（Dog Erythrocyte Antigen イヌ赤血球抗原）と呼ばれ、1 (1.1, 1.2), 2, 3, 4, 5, 7をはじめ数十種類。（これ以外にDal、Kai1、Kai2も発見されている。）
DEA1.1式血液型（DEA1.1の抗原があるか否か）を例にとると、日本ではDEA1.1+の犬が70～80%、DEA1.1−の犬が20～30%だが犬種によってはどちらか片方がよく見つかる場合も多い。
DEA1.1式血液型は自然抗体ではないが、原則輸血時には血液型を合わせて輸血する（ただし人間のO型→他の型のように、DEA1.1−から+に輸血する場合は危険性が低いので行われることもある）
ネコ
AB式血液型があり、A、AB、Bの3種類に分けられる（人間のABO式血液型とは無関係）、これ以外にMikという血液型も存在。
AB式血液型は輸血に関係するので研究が進んでいる
A抗原とB抗原があり、どちらか片方だけ作られるとA型やB型になり、両方の抗原を作るとAB型になる。
ただし「A抗原遺伝子とB抗原遺伝子があってどちらだけを持つか両方持つか」で決まるのではなく、「血液型を決めるCMAH遺伝子が正常と8種類の変異遺伝子」をどう持つかで決定される。
- CMAH遺伝子一対のうち最低片方でも正常遺伝子の場合は、A抗原のみが生産されA型。
- CMAH遺伝子が両方変異型で、その組み合わせが特定8通りだとB抗原のみが生産されB型。
- CMAH遺伝子が両方変異型で、その組み合わせが特定3通りだと両方の抗原が生産されAB型。

比率は平均A型約95%、B型約5%、AB型ごくわずか、ただし品種によって差異があり、ブリティッシュショートヘアはB型59%、ラグドールはAB型18%だったという報告がある。(p.56)
霊長類
基本的に人間に近いのでABO遺伝子による抗原そのものを保有している。（ただし血液型そのものではない場合もある）
- ヒト、オランウータン、カニクイザル、シロテナガザル[68]：A・B・O遺伝子
- ゴリラ、ニホンザル、フクロテナガザル[68]：B遺伝子
- チンパンジー：A・O遺伝子
- コモンリスザル、アンゴラコロブス[68]、ゲレザ[68]：A・B遺伝子
- コモンマーモセット、ボノボ[68]：A遺伝子

さらに独自の血液型としては以下のようなものがある。
- チンパンジー：R-C-E-F式とV-A-B式
- カニクイザル：Arh-Brh-Crh-Drh式
- アカゲザル：A-B-C-D-E式

## 血液型と性格
科学的には血液型と性格に関係があるとはされておらず、現時点で知られている血液型性格分類はいずれも正しいとは認められていない。だが1970年代から2000年代前半にかけて、多くのテレビや書籍が根拠なく分類を広めたため、いまだに血液型と性格の関連性を信じている人もいる。血液型性格分類が広まっているのは、日本とその影響を受けた韓国、台湾といった一部地域だけである。そもそもB型とAB型が多い地域はアジア地域だけであり、欧米など世界の多くの地域では主にA型とO型だけで構成されており、それらの地域では性格と血液型を関係づける習慣がなく、日本の血液型性格分類は奇妙に思われている。そもそも血液型への関心自体が薄く、自分の血液型を覚えていない人も多い（輸血が必要な時などは、その場で血液型検査が行われる）。一方で、人種差別を正当化するために血液型性格診断を利用していたナチス・ドイツの例も存在する。
血液型によって人の性格を判断し、相手を不快や不安な状態にさせる言動はブラッドタイプ・ハラスメント（通称ブラハラ）と呼ばれ、近年になり社会問題として取り上げられるようになった。採用試験の応募用紙に血液型の記入欄があったため、改善するよう労働局から指導された企業もある。厚生労働省は「血液型は職務能力や適性とは全く関係ない」と呼びかけている。
血液型性格分類に科学的根拠がないとされるにもかかわらず当たっているように感じる理由として、以下の心理現象が挙げられている。
- バーナム効果。誰にでも当てはまるような曖昧で一般的な性格をあらわす記述（他人から好かれたいと思っているなど）を、自分だけに当てはまる正確なものだと誤解してしまう現象[77]。

- 確証バイアス。自分の信念を裏付ける記述のみを重視し、それに反する情報を軽視してしまうという現象[78]。

- 予言の自己成就。根拠のない記述であっても、それを信じて行動するとその記述通りの結果が生じてしまうという現象[79]。

その一方、2020年以後には、AIを使って血液型の推測を行った研究が開始された。2020年に250人のインドネシア人を対象に、翌2021年には日本人5,609人、2023年には日本人2,887人を対象にして実験したところ、いずれも正解率は偶然より有意に高かった。
2022年には、中国人100万人の妊娠データの分析を行い、血液型と結婚が関係していることを示した論文も発表されている。
同じ2022年には、科学雑誌『Nature』に、ABO型血液型と腸内細菌叢に関する論文が3報発表された。この３つの論文の中で、Qin Y et al. (2022)は、ABO型血液型との直接の相関関係は発見されていないが、メンデル無作為化法を使って、腸内細菌のMorganellaとRaoultellaがうつ病に因果関係的に影響がある可能性を示唆した。また、著者らが論文の中で述べているように、この検定方法はいくつかの欠落変数がある可能性を排除できないため、厳密な因果推論ではなく、あくまで腸内細菌が病気の発病に影響を与えうる可能性を今後の研究の方向性を提案するために行なったとしている（p. 139）。
関連作品
- B型の彼氏 - 2005年に韓国で公開された映画。
- 血液型別 オンナが結婚する方法♪ - 2009年にフジテレビ系で放送されたテレビドラマ。
- 血液型くん! - Real Crazy Manによるウェブコミック。及び、それをもとにした漫画、テレビアニメ。